# باين (لاعب كريكت)
باين (1790 بإنجلترا في المملكة المتحدة - ) (بالإنجليزية: Payne)‏ هو لاعب كريكت بريطاني. لعب مع نادي مارليبون للكريكت ‏.